# Freyberg-Eisenberg

Wappen derer von Freyberg

Freyberg-Eisenberg ist die Bezeichnung einer Stammlinie des schwäbischen Adelsgeschlechtes von Freyberg. Diesen Namen führen alle Nachkommen des Friedrich von Freyberg, der um 1370 auf der Burg Eisenberg eingeheiratet hat. Der Stamm hat viele Äste und Zweige herausgebildet, von denen noch heute drei bestehen (Freyberg-Eisenberg zu Allmendingen, Freyberg-Eisenberg zu Haldenwang und Freyberg-Eisenberg zu Jetzendorf).

## Ursprung der Linie Freyberg-Eisenberg
Max von Freyberg, der Familienchronist, welcher die bereits 1859 in einer vorläufigen Fassung niedergeschriebenen familiengeschichtlichen Forschungen seines Vaters, des Staatsbeamten und Historikers Max Procop von Freyberg-Eisenberg zu Jetzendorf (1789–1851) 1884 mit seiner Familiengeschichte zu einem vorläufigen Ende brachte, vermutet in Anlehnung an „ältere Familienchroniken“, dass der Stammvater der Eisenberger und „sehr wahrscheinlich“ auch der Angelberger Linie des Geschlechtes ein Heinrich von Freyberg sei.
Urkundlich nachzuweisen ist, dass die spätere Linie Freyberg-Eisenberg ihren Ursprung in Angelberg hat und die Freyberg-Angelberg wiederum von den Freyberg-Altsteußlingen abstammen. Im Jahre 1343 kauften nämlich die Brüder Heinrich und Friedrich von Freyberg-Altsteußlingen die Herrschaft Angelberg bei Tussenhausen.
Heinrich von Freyberg (* um 1310, † nach 1371) nannte sich nun „zu Angelberg“. Er hatte zwei Söhne, die wiederum die Vornamen Heinrich und Friedrich erhielten. Heinrich führte die Linie Angelberg weiter.

## Der Stammvater
Sein Bruder Friedrich (* um 1340, † 6. Mai 1403) wurde zum Stammvater der Linie Freyberg-Eisenberg.
Spätestens 1376 war er mit Anna von Hohenegg-Eisenberg verheiratet. Aber er war zu diesem Zeitpunkt noch nicht mit der Herrschaft Eisenberg belehnt.
1383 oder 1384 starb der Schwiegervater Bertold von Hohenegg (zu Eisenberg). Da die Schwiegermutter Anastasia von Randegg eine weitere Ehe eingehen wollte, musste sich Friedrich von Freyberg 1387 mit ihr wegen ihres Erbgutes vergleichen. Zu diesem Zeitpunkt war Friedrich immer noch nicht mit der Herrschaft Eisenberg belehnt. Er nannte sich in dem Dokument „Fridrich von Fryberg weilend setzhaft ze Burgrieden“.
Erst nachdem der Lehnsherr der Herrschaft Eisenberg, Herzog Leopold III. von Österreich, in der Schlacht von Sempach 1386 sein Leben verloren hatte und dessen Bruder Albrecht III. die Regierungsgeschäfte führte, wurde Friedrich von Freyberg Herr auf der Burg Eisenberg.

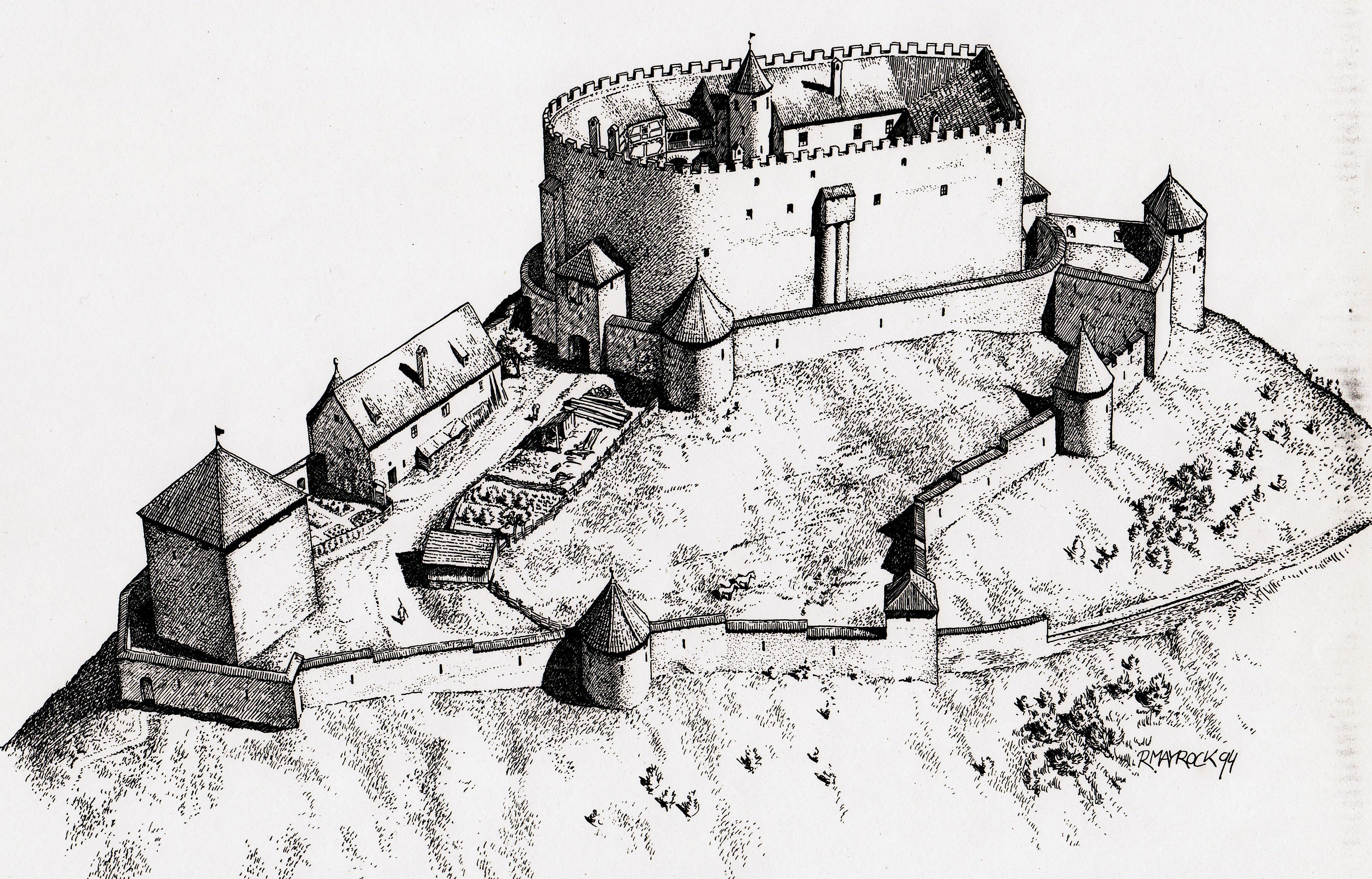
Rekonstruktion der Burg Eisenberg

1390 bezeichnet er sich in einer weiteren Urkunde als Fridrich von Fryberg gesezzen ze dem Isenberg. In beiden Dokumenten wird Heinrich von Freyberg zu Angelberg als sein Bruder und Bürge angegeben. Bei den Verträgen waren ebenfalls dabei: Burkard der Kleine von Freyberg-Steußlingen, Friedrich von Freyberg, Sohn des Großen von Freyberg, bereits verstorben, alle Ritter, Eberhart von Freyberg-Achstetten, Heinrich der Kurze von Freyberg, Sohn des Großen von Freyberg, und Thomas von Freyberg, Sohn des obengenannten Bruders Heinrich von Freyberg. Dieser Personenkreis zeigt eindeutig, dass Friedrich von Freyberg-Eisenberg aus dem Kreis der Steußlinger Freyberger herstammt. Er zeigt aber auch, dass als Leitnamen vor allem Heinrich und Friedrich bevorzugt wurden, was die Nachforschungen ganz erheblich erschwert.

## Nachkommen

### Hauptsitz Eisenberg
Ab Friedrich von Freyberg-Eisenberg ist die Stammtafel der Linie Freyberg-Eisenberg unbestritten. Bereits unter seinen Söhnen bildete sich ein Ast. Der Sohn Friedrich (* zirka 1380, † bald nach 1452) ließ sich seinen Erbteil herausgeben und errichtete 1418–1432 auf dem benachbarten Hügel die Burg Hohenfreyberg. Nach ihr nannte er sich nun Friedrich von Freyberg-Eisenberg zu Hohenfreyberg. Den Stamm führte Peter von Freyberg-Eisenberg zu Eisenberg (* zirka 1385, † 1465?) weiter.
Ein weiterer Ast entstand dann unter seinen Söhnen Wilhelm (* 1431, † 1498) und Sigmund († 6. August 1507). Während Ersterer die Linie Freyberg-Eisenberg fortsetzte, wurde Letzterer zum Stammvater der Freyberg-Eisenberg zu Hopferau mit ihren vielen späteren Verzweigungen (Allmendingen / Altheim / Jetzendorf / Justingen / Wellendingen / Worndorf).

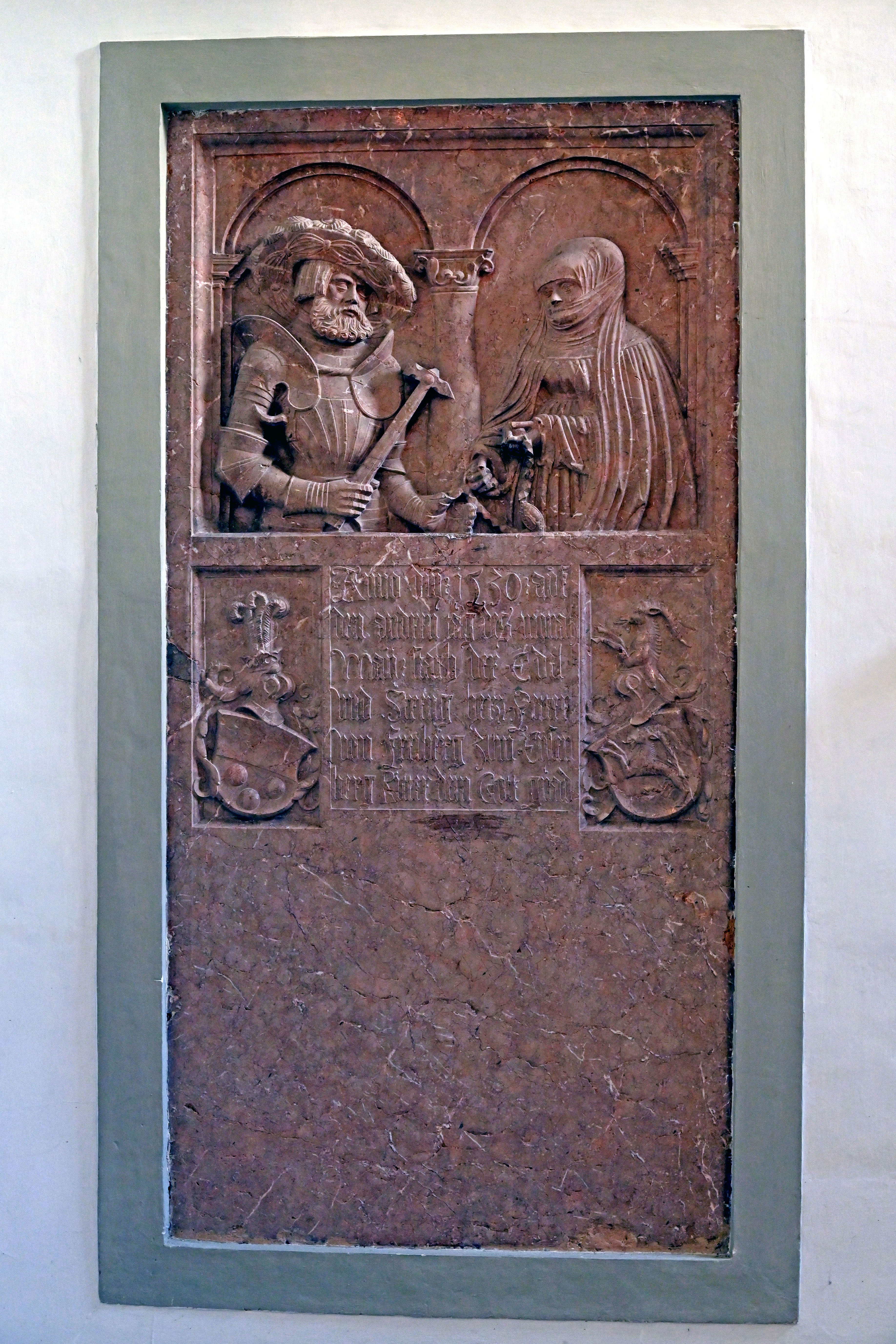
Grabmal des Peter von Freyberg-Eisenberg und seiner Gemahlin Praxedis von Hohenems

Der Erbe des Wilhelm von Freyberg war sein Sohn Peter von Freyberg-Eisenberg († 1530). 1525 haben ihm die rebellierenden Bauern seine Burg geplündert und angezündet.
Unter Peters Söhnen spaltete sich der eisenbergische Stamm: Werner Volker (* um 1488, † 11. April 1574) behielt die Herrschaft Eisenberg (oder was nach den vorausgehenden Teilungen noch übrig war) und führte die Linie Freyberg-Eisenberg zu Eisenberg weiter. Wilhelm Eberhard († 28. März 1564) aber begründete in Raunau eine zweite Linie der Familie, die mit Freyberg-Eisenberg zu Raunau bezeichnet werden muss. Sie hat sich in seinen Söhnen Karl († 17. April 1613), Philipp (Konstanzer Dompropst), Otto, Marquard und Leo, dann Karls Enkel Markus Sittich und dem Urenkel Hans Dietrich (* 1608, † 14. Mai 1690) fortgesetzt. Leo, der jüngste Sohn von Wilhelm Eberhard, heiratete „um 1568 in erster Ehe Amalia von Muntprat von Spiegelberg aus Konstanz. [...] Die Ehe blieb kinderlos.“ Er starb im Jahre 1594.
Der oben genannte Werner Volker nannte sich von Freyberg(-Eisenberg) zu Hürbel und Asch. Seine drei Herrschaften erweiterten er oder seine beiden Söhne Werner Hektor († vor 1596) und Heinrich Volker († 1596) um die Herrschaft Unterdiessen.
Da Heinrich Volker ohne Erben blieb, teilten sich die Kinder seines Bruders die Anteile, die ihnen in den vier Herrschaften gehörten:
1. Eisenberg: Werner Philipp († 12. März 1621)
2. Hürbel: Hans Hektor († vor 1629)
3. Asch: Günther Ferdinand († um 1638)
4. Unterdiessen: Heinrich Wilhelm († 1631?)

Diese vier Brüder beerbte schließlich der Sohn des Hans Hektor, Johann Christoph von Freyberg-Eisenberg († 1668?).

Stammlinien des Geschlechtes Freyberg-Eisenberg

### Hauptsitz Raunau
Weil Johann Christoph aber kinderlos blieb, überließ er seinen Besitz dem „Vetter“ Hans Dietrich von Freyberg-Eisenberg zu Raunau. Der überlebte nicht nur alle seine Brüder, sondern auch alle anderen Mitglieder der Stämme Freyberg-Eisenberg zu Eisenberg und Freyberg-Eisenberg zu Raunau. So vereinigte er den ganzen vorhandenen Familienbesitz in seiner Hand. Er nannte sich von und zu Eisenberg, Herr zu Raunau, Hürbel, Offingen, Landstrost, Haldenwang und Wäschenbeuren.
Da die Burg Eisenberg oberhalb der Ortschaft Zell bei Pfronten im Dreißigjährigen Krieg zerstört worden war, lebte Hans Dietrich von Freyberg-Eisenberg in Raunau.
Unter seinen Söhnen fand eine Güterteilung statt. Landstrost und Offingen blieben in gemeinsamen Besitz, während Christoph Roman († 1737) die Herrschaften Hürbel und Haldenwang erhielt. Er wurde zum Stammvater des Seitenastes der Freyberg-Eisenberg zu Haldenwang (und Freyberg-Eisenberg zu Knöringen). Den Stamm Freyberg-Eisenberg zu Raunau aber führte sein Bruder Franz Joseph († 1692) weiter. Ihm folgten der Sohn Franz Albert († vor 1706) und sein Enkel Joseph Franz Eustach von Freyberg-Eisenberg zu Raunau († 1779). Letzterer hat nach der Familienchronik noch das Schloss Niederraunau neu aufbauen lassen.

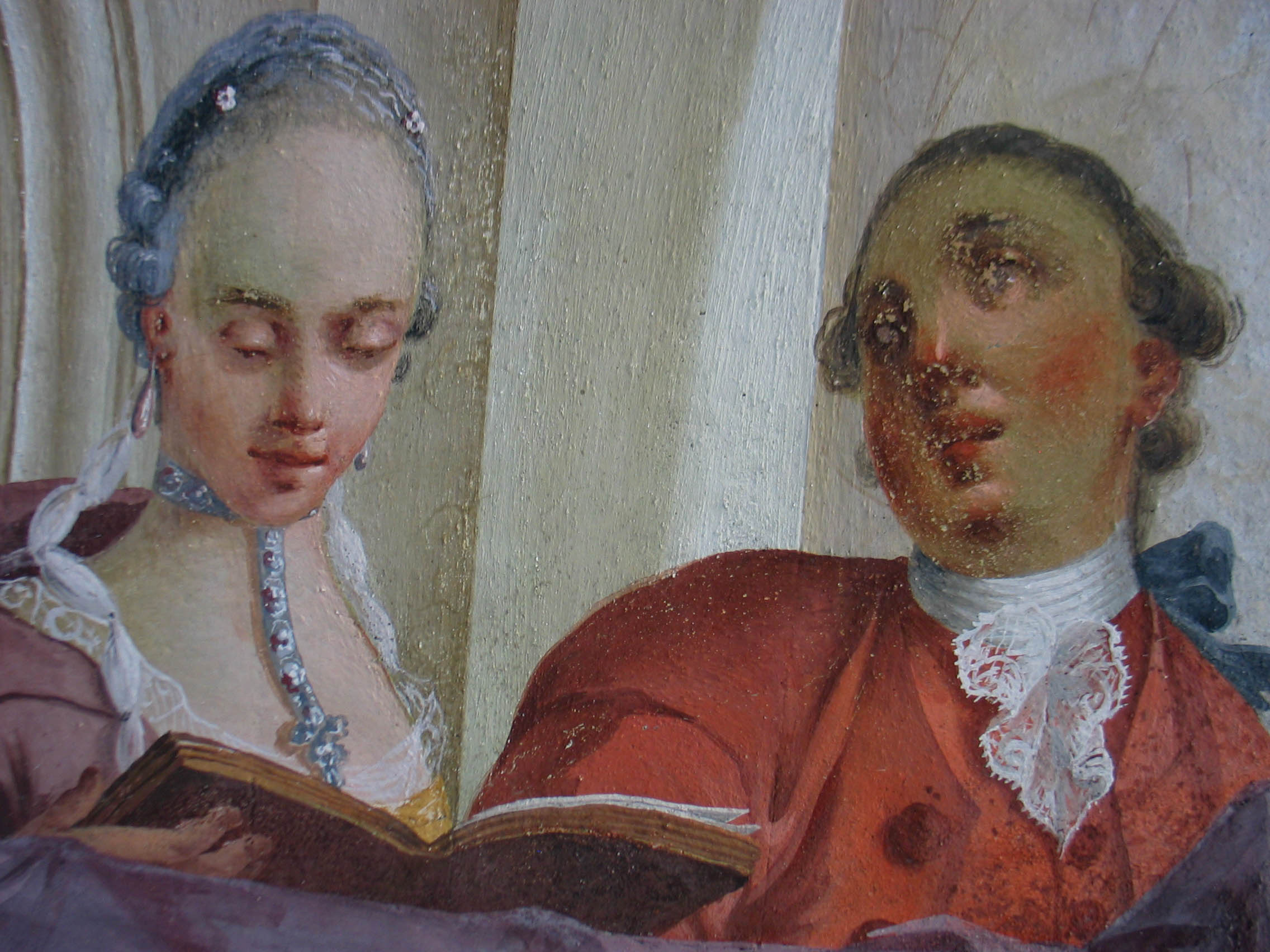
Klemens Karl von Freyberg und seine Gemahlin Ignatia Franziska von Pfuhl

Sein Sohn Clemens Karl dagegen geriet in große Schulden und musste seinen Anteil an Landstrost und Offingen an die Freyberg-Eisenberg zu Haldenwang abtreten.

### Hauptsitz Augsburg/Füssen
Da auch nach diesem Verkauf sich wieder Schulden anhäuften, war sein Sohn Joseph Friedrich (* 29. Juli 1790, † 17. Mai 1864) genötigt, auch die Herrschaft Niederraunau zu veräußern. Er lebte in Augsburg und starb in Füssen, wo sein Sohn Joseph August (* 30. Januar 1850, † 18. März 1920) in das Gut Eschach eingeheiratet hatte. Ihm gehörte auch noch das Gelände der ehemaligen Burg Eisenberg und dazugehörige Waldungen.
Joseph August von Freyberg-Eisenberg hatte drei Kinder: Maria, Ferdinand und Olga. Der Sohn musste 1916 im Ersten Weltkrieg in Frankreich jung sein Leben lassen. Die beiden Freiinnen blieben unverheiratet, Maria starb 1948. Mit dem Tod der Baronesse Olga von Freyberg-Eisenberg, 1952, erlosch der raunauische Stamm der Freyberg-Eisenberg.

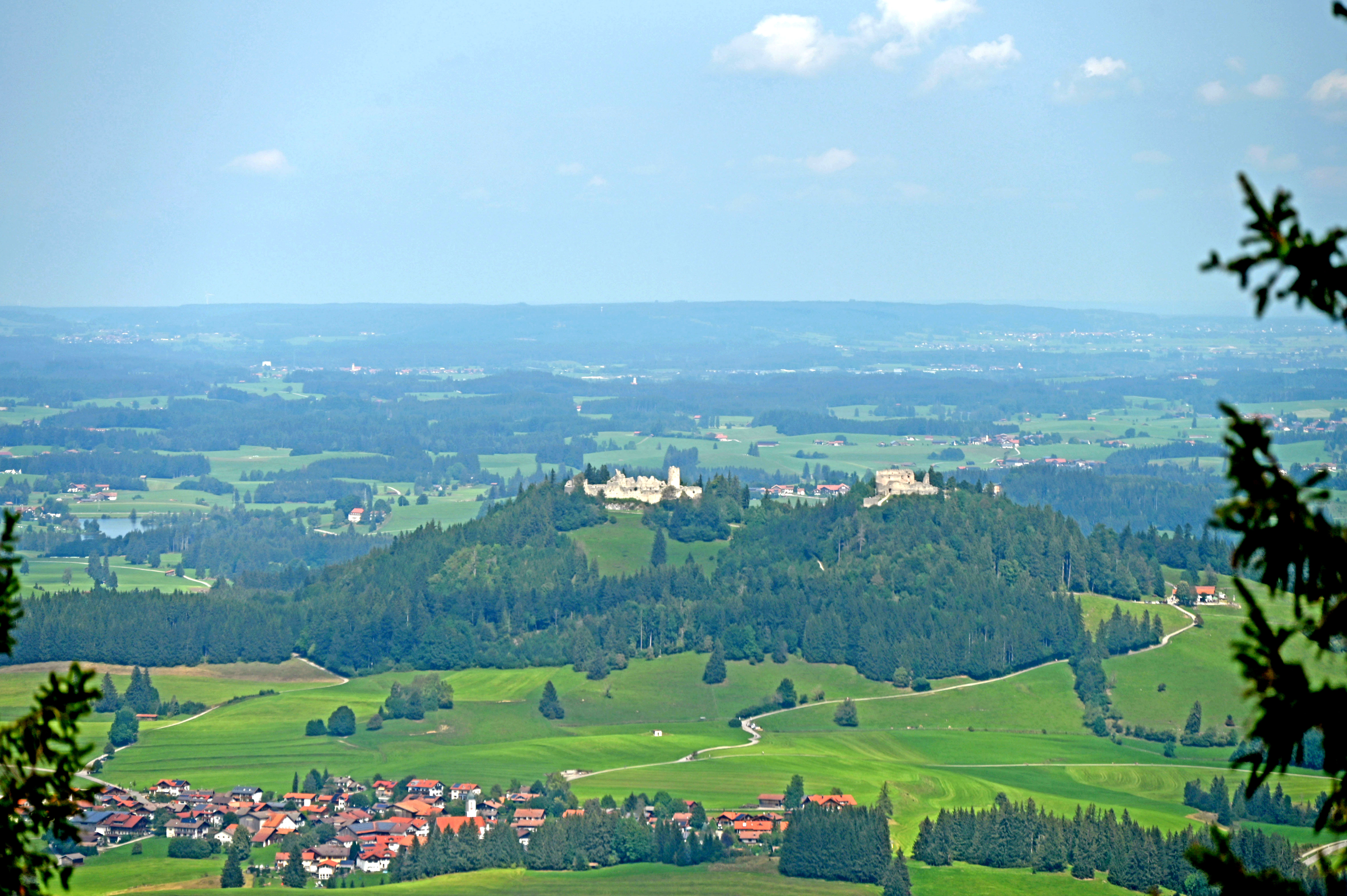
Blick auf Eisenberg und Hohenfreyberg
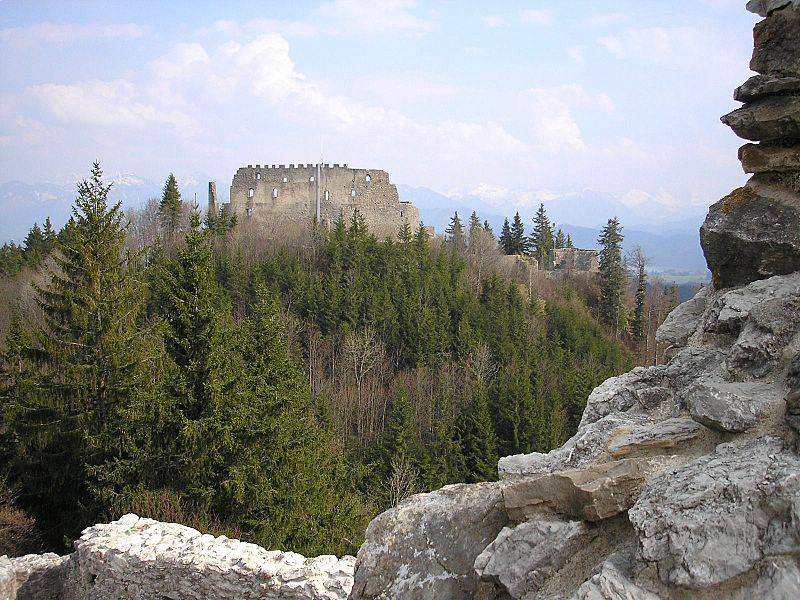
Burg Eisenberg
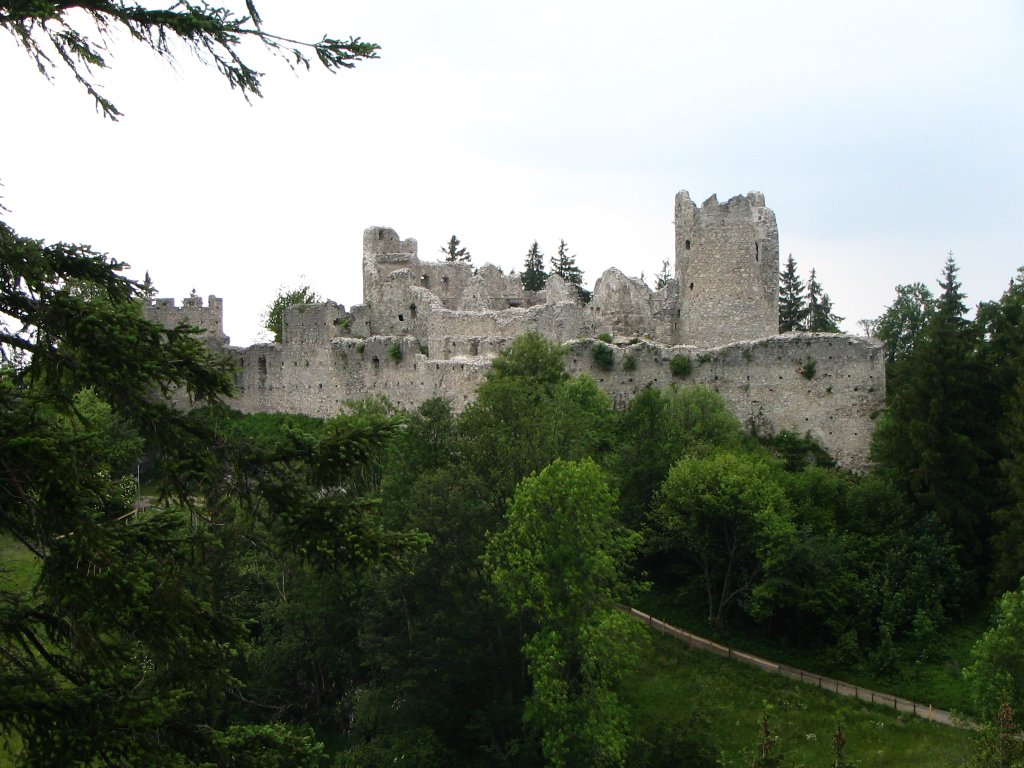
Burg Hohenfreyberg
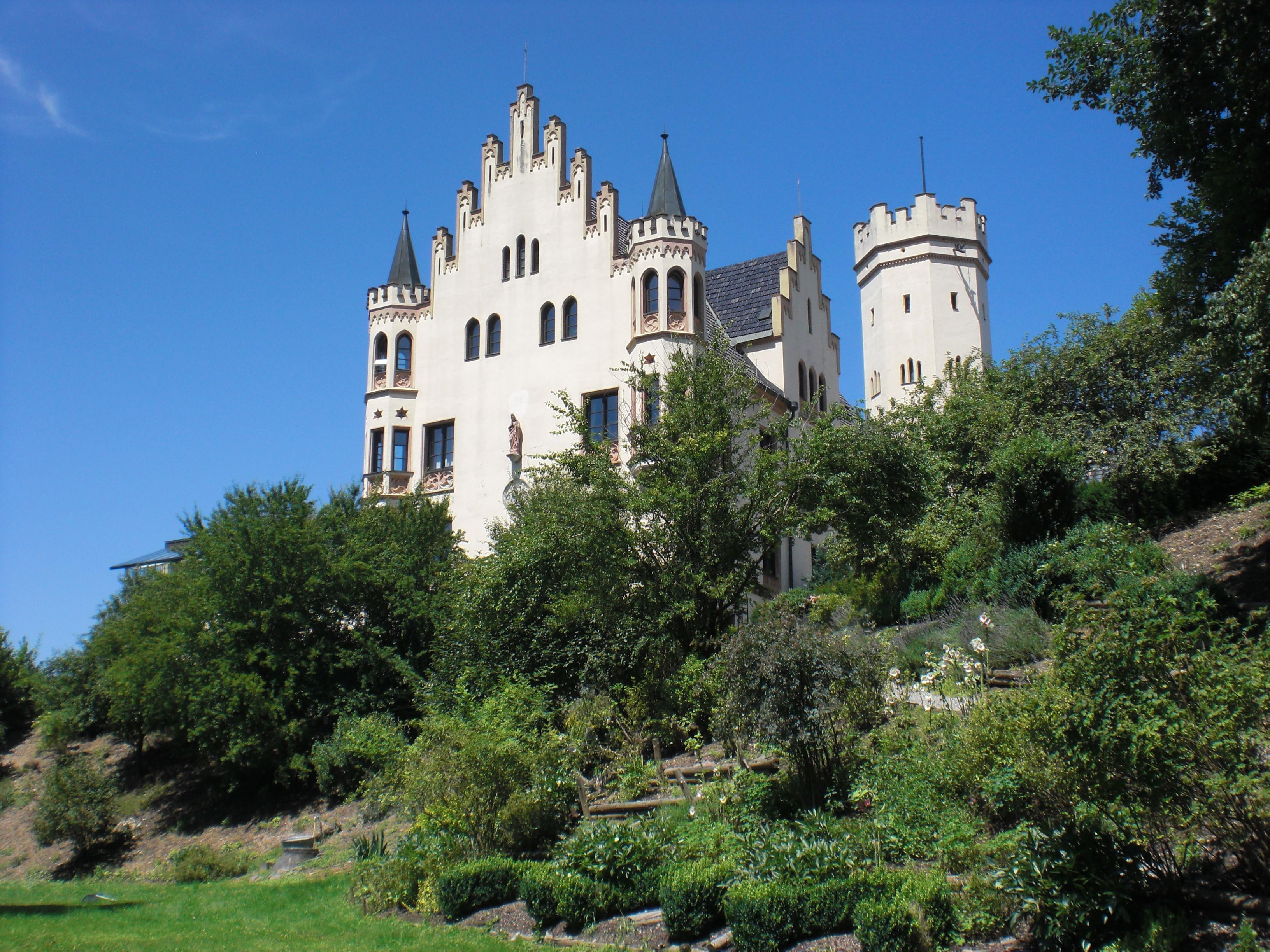
Schloss Haldenwang
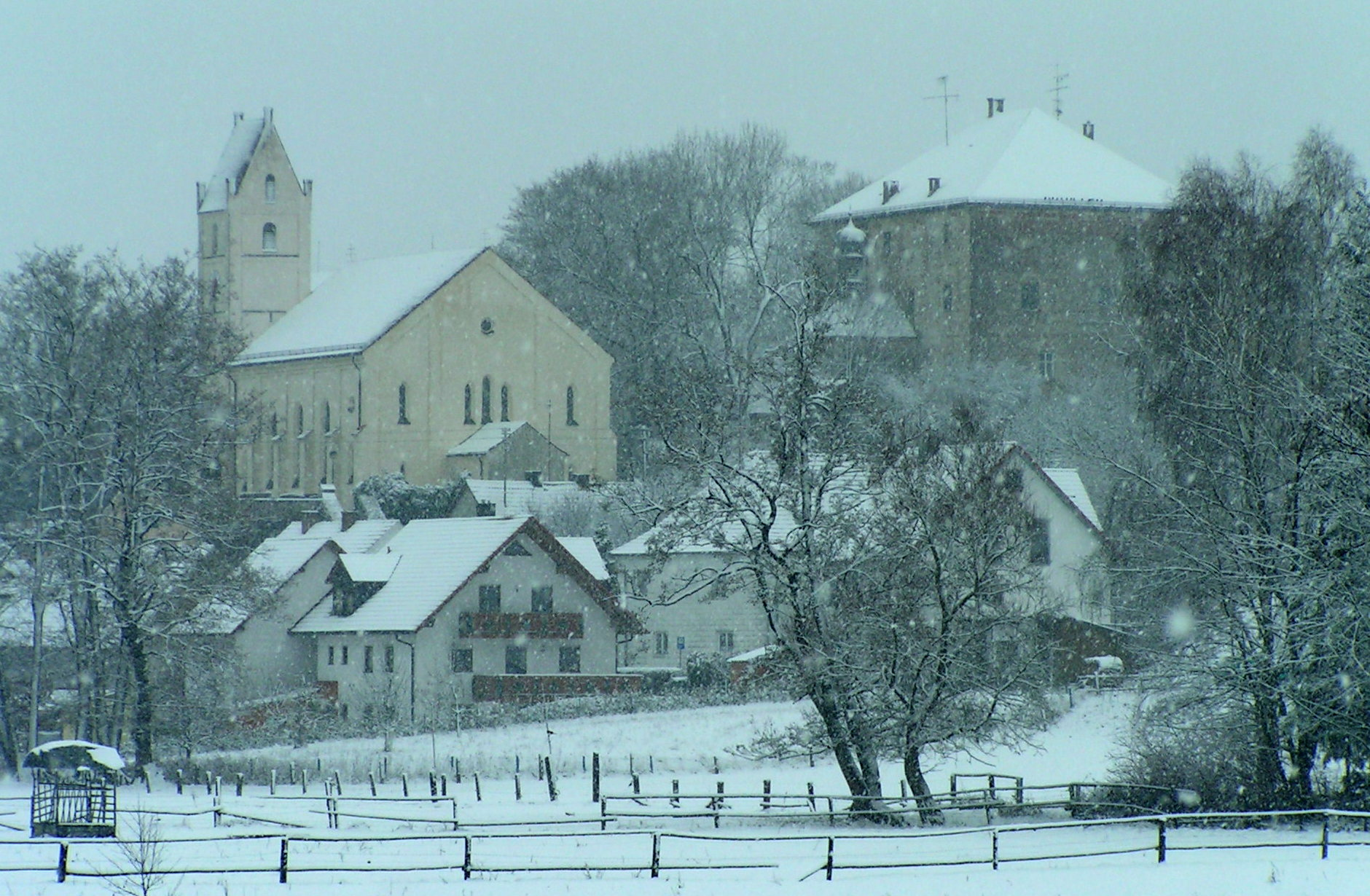
Schloss Jetzendorf
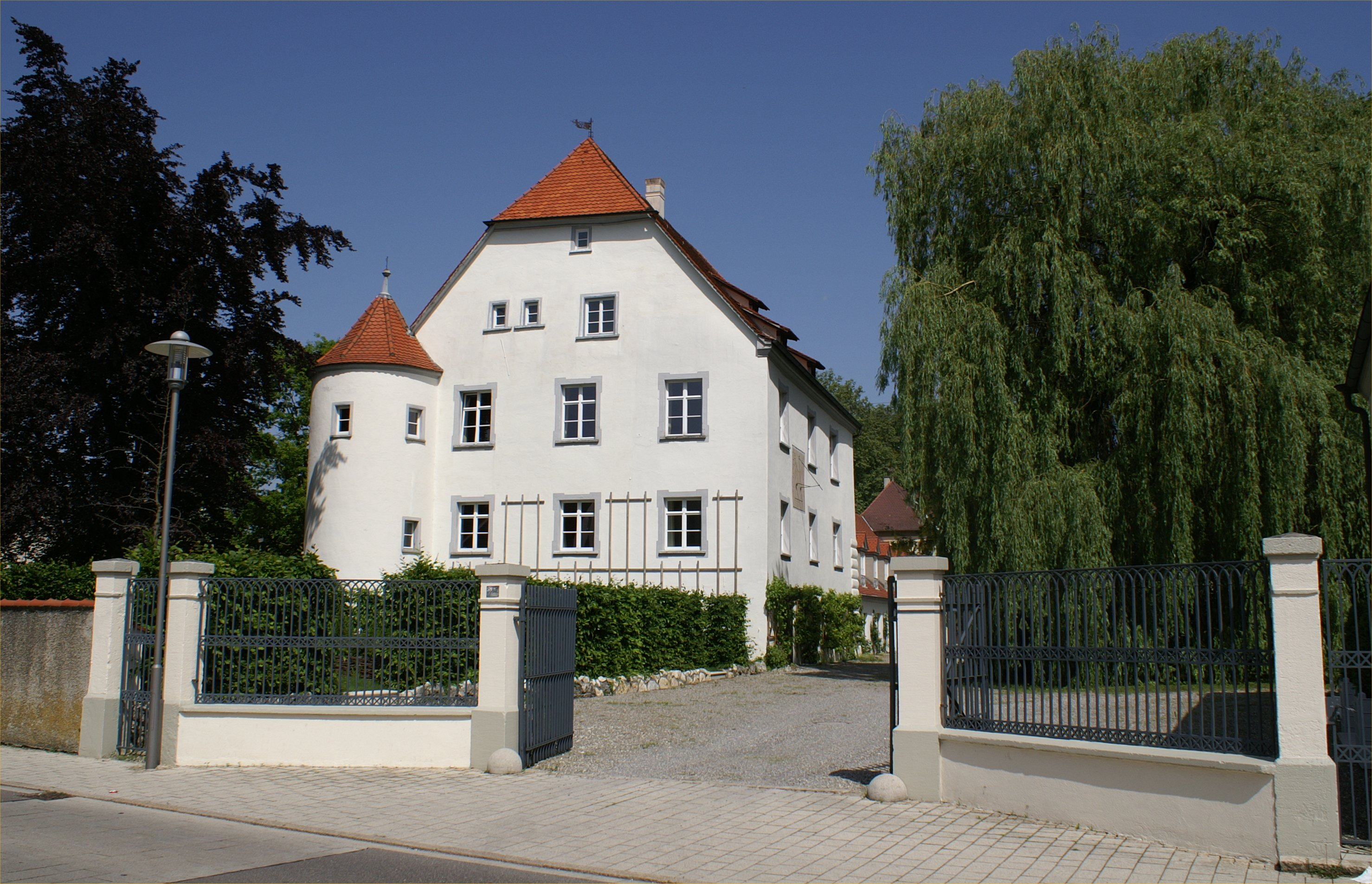
Altes Schloss Allmendingen
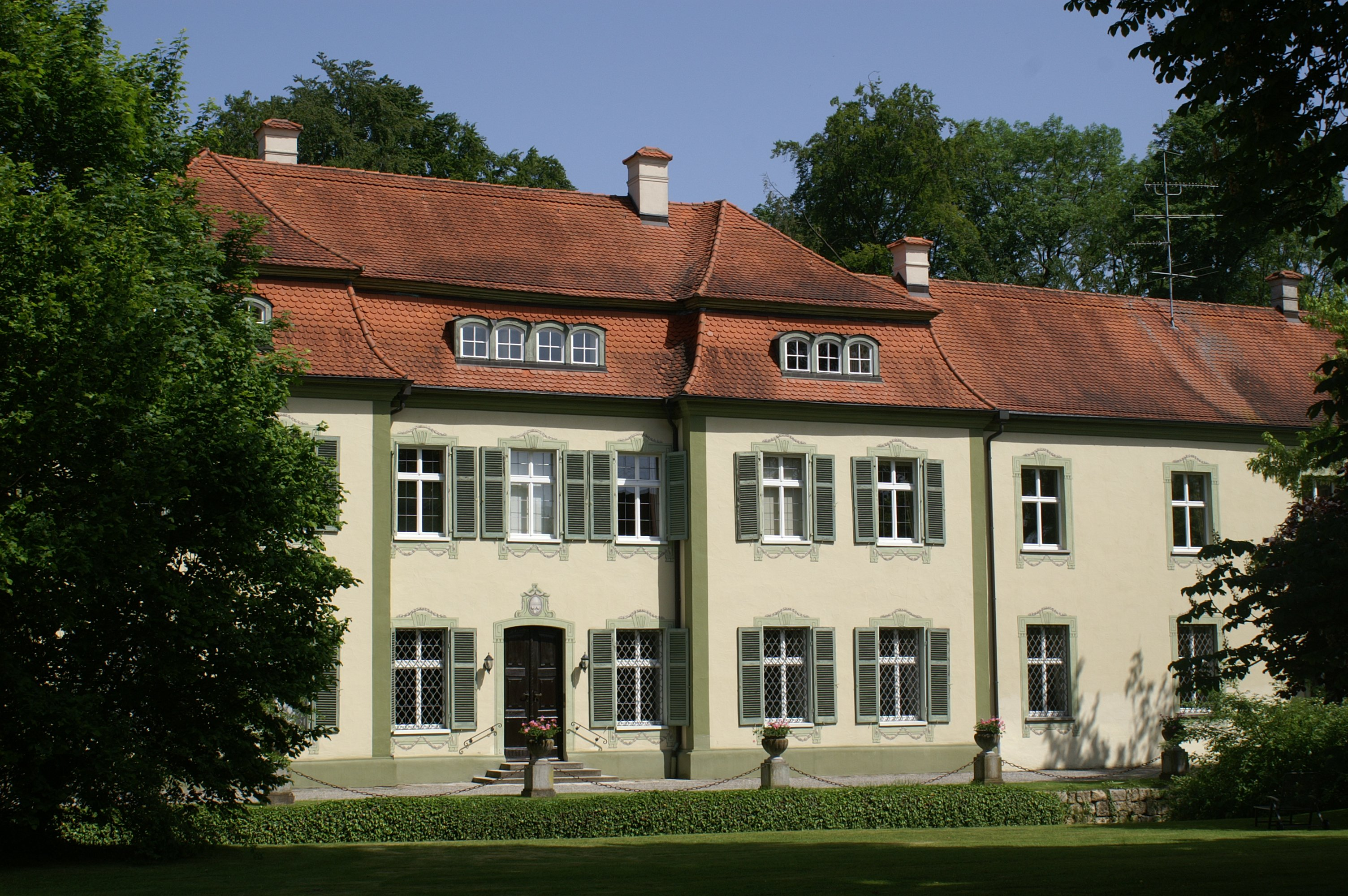
Neues Schloss Allmendingen
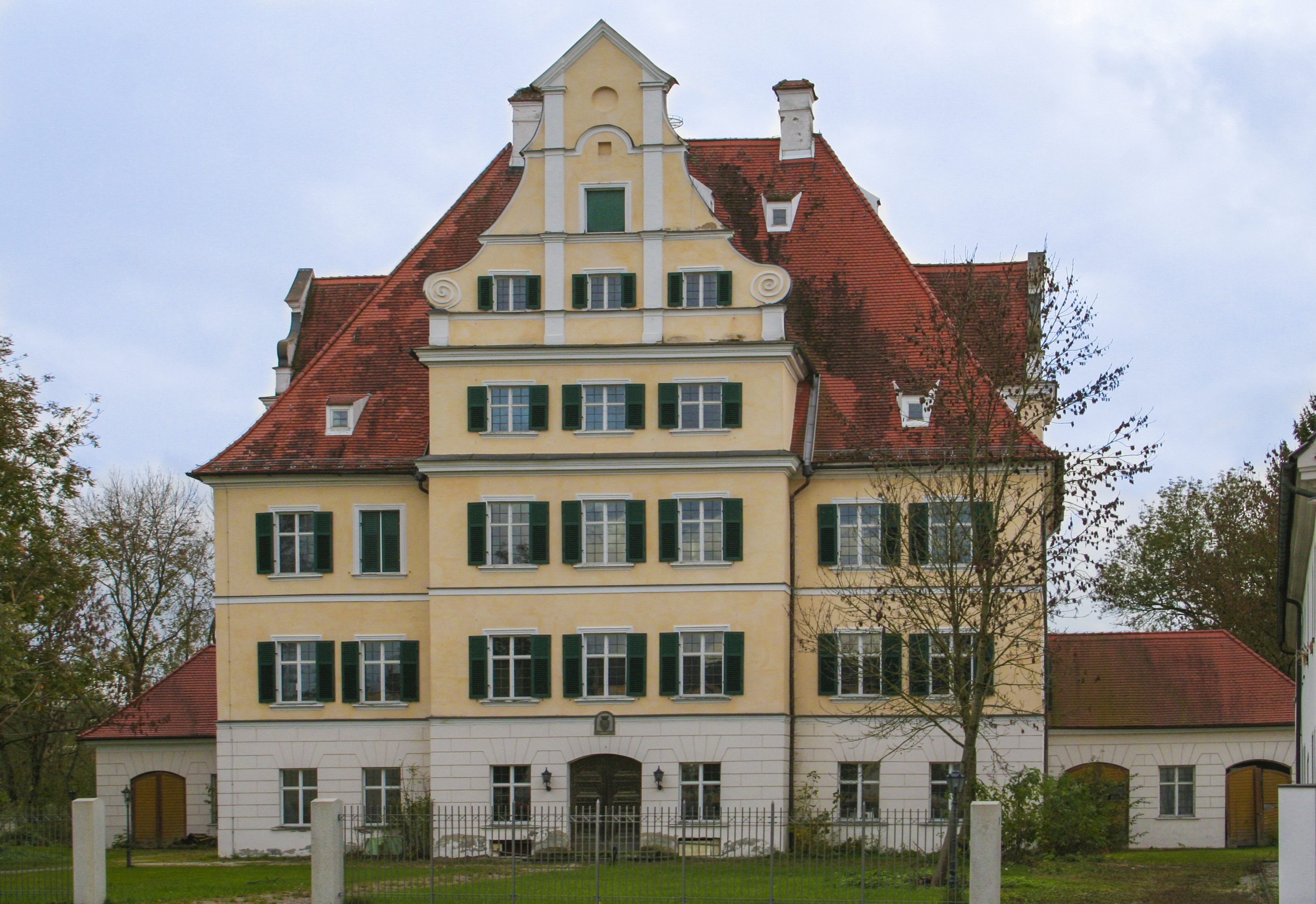
Schloss Niederraunau
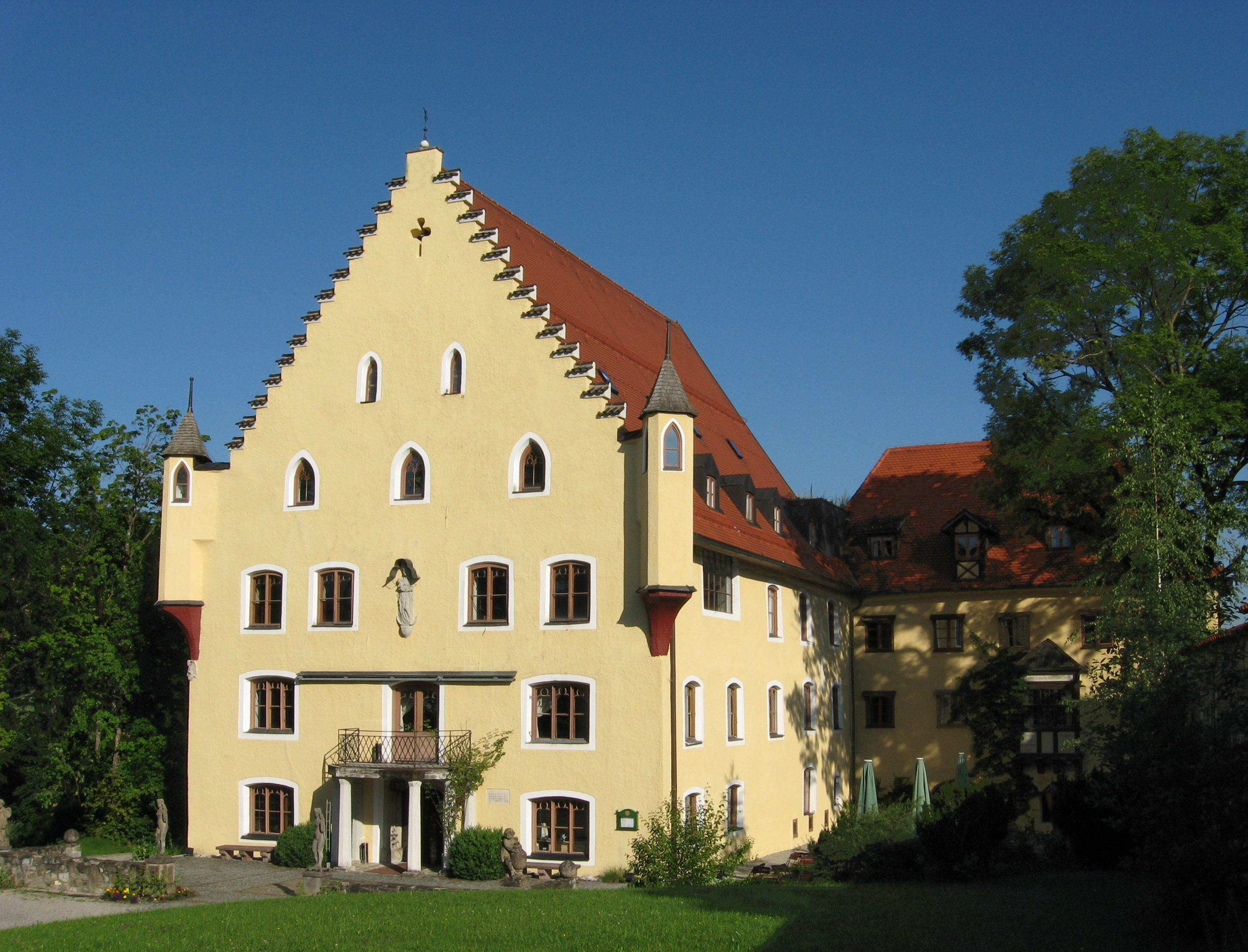
Schloss Hopferau
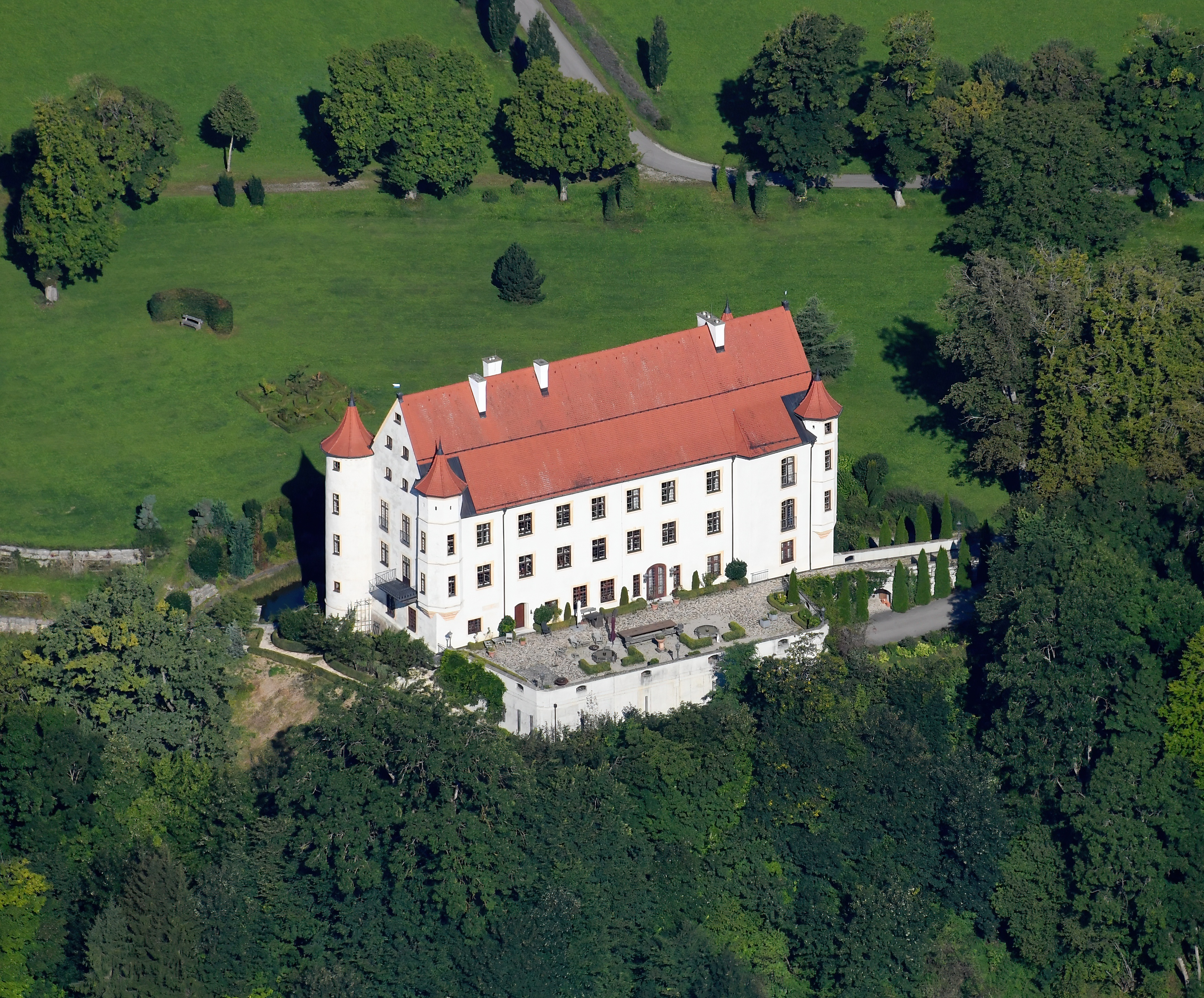
Schloss Unterdießen

## Familienmitglieder

### Zweig Allmendingen
- Albrecht Freiherr von Freyberg-Eisenberg-Allmendingen (1876–1943), deutscher Marineoffizier, zuletzt Vizeadmiral und Marineattaché
- Georg von Freyberg-Eisenberg (1926–2017), deutscher Landwirt und Politiker (CSU), MdL
- Egloff von Freyberg-Eisenberg (1883–1984), Generalmajor der Luftwaffe[10]
- Karl Ludwig Freiherr von Freyberg-Eisenberg zu Allmendingen (* 1947), deutscher Manager und ehem. Vorstandsmitglied der Allianz SE
- Ernst von Freyberg-Eisenberg zu Allmendingen (* 1958), deutscher Manager

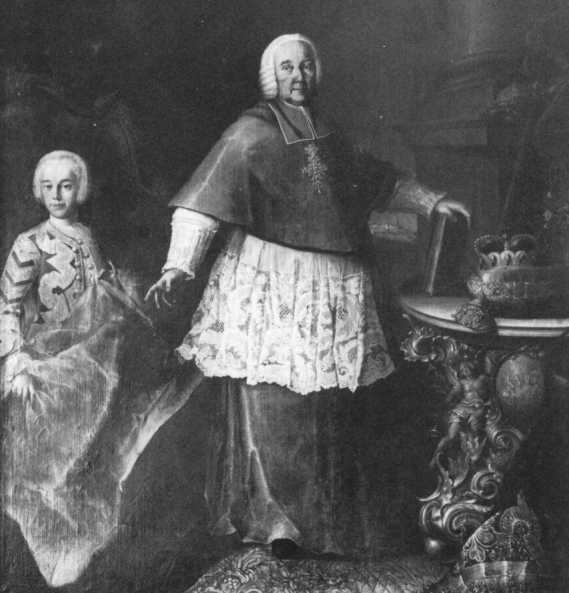
Johann Anton II. von Freyberg

- Julius Freiherr von Freyberg-Eisenberg (1832–1912), Bezirkspräsident im Unterelsaß
- Burkhard von Freyberg (* 1973), deutscher Hochschullehrer und Unternehmer

### Zweig Haldenwang
- Rudolph von Freyberg-Eisenberg zu Haldenwang (1817–1887), Gutsbesitzer und Mitglied des Deutschen Reichstags

### Zweig Hopferau
- Christoph von Freyberg-Eisenberg zu Hopferau († 1584), Fürstpropst der Fürstpropstei Ellwangen
- Johann Christoph von Freyberg-Eisenberg zu Hopferau (1551–1620), Fürstpropst der Fürstpropstei Ellwangen
- Johann Christoph von Freyberg-Eisenberg zu Hopferau (1616–1690) war von 1646 bis 1665 Bischof von Augsburg
- Johann Anton II. von Freyberg-Eisenberg zu Hopferau (1674–1757) war von 1736 bis 1757 Bischof von Eichstätt

### Zweig Jetzendorf
- Karl von Freyberg (General) (1828–1919), Kgl. bayr. General der Kavallerie[11]
- Karl von Freyberg-Eisenberg zu Jetzendorf (1866–1940), bayerischer Landwirtschaftsminister und Mitglied des Deutschen Reichstags (Zentrum)
- Maximilian von Freyberg-Eisenberg (1789–1851) war ein bayerischer Archivar, Historiker und Staatsmann; er sammelte das Material zur Familiengeschichte derer von Freyberg, das sein Sohn Max 1859 und 1884 veröffentlichte